# Brad Anderson (Cartoonist)

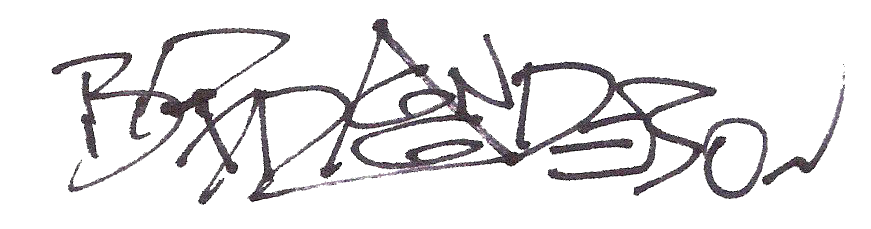
Unterschrift

Bradley Jay Brad Anderson (* 14. Mai 1924 in Jamestown, New York; † 30. August 2015 in The Woodlands, Texas) war ein US-amerikanischer Cartoonist, der vor allem als Schöpfer des Comicstrips Marmaduke bekannt wurde. Andersons Karriere umfasste mehr als sechs Jahrzehnte, in denen er nicht nur Marmaduke, sondern auch andere Werke wie Grandpa's Boy schuf.

## Biografie
Brad Anderson wuchs in Chautauqua County, New York, auf und schloss 1943 die Brocton Central High School ab. Bereits während seiner Schulzeit begann er, Cartoons in Fachzeitschriften wie Flying und Flying Aces zu veröffentlichen. Nach seinem Schulabschluss diente Anderson während des Zweiten Weltkriegs in der US Navy, wo er weiterhin Cartoons für verschiedene Marinepublikationen zeichnete.
Nach dem Krieg schrieb sich Anderson an der Syracuse University ein, wo er Bildende Kunst mit Schwerpunkt Werbung studierte. Während seiner Studienzeit veröffentlichte er regelmäßig Cartoons in der Studentenzeitung "The Syracusan" sowie in populären Zeitschriften wie Collier's Weekly und Saturday Evening Post.

## Karriere
1952 begann Anderson in der Kunstabteilung der Werbeagentur Ball & Grier in Utica, New York, zu arbeiten. Schnell erkannte er jedoch, dass seine freiberufliche Arbeit als Cartoonist lukrativer war, und entschied sich 1953, sich vollständig auf das Zeichnen von Cartoons zu konzentrieren. Sein Durchbruch kam 1954 mit der Schaffung des Comicstrips Marmaduke, der von der National Newspaper Syndicate syndiziert wurde. Marmaduke, der die Abenteuer eines Doggenhundes und seiner Familie darstellt, erreichte eine weltweite Verbreitung und wurde in über 600 Zeitungen in 20 Ländern veröffentlicht.
Neben Marmaduke schuf Anderson auch den Comicstrip Grandpa's Boy, der von 1954 bis 1966 veröffentlicht wurde.

## Ausstellungen und Anerkennung
1975 wurde Anderson mit dem Inkpot Award ausgezeichnet, der von Comic-Con International für herausragende Leistungen in den Bereichen Comics, Animation und verwandten Bereichen der Popkultur verliehen wird. 1978 erhielt er den „Newspaper Panel Award“ von der National Cartoonists Society, und 1999 wurde er von seiner Alma Mater mit der George Arents Pioneer Medal geehrt. Darüber hinaus wurden seine Werke in Museen und Galerien ausgestellt, darunter eine Ausstellung im San Francisco Museum of Fine Arts (1977) und an der Syracuse University im Rahmen der Ausstellung „Cartoons, Caricatures and Comics: Selected Works from the School of Art and Design Alumni and from the Collections of Syracuse University“ (12. Dezember 1992 – 15. Januar 1993).

## Tod und Vermächtnis
Brad Anderson starb am 30. August 2015 im Alter von 91 Jahren in Texas. Sein Comicstrip Marmaduke wird von seinem Sohn Paul Anderson fortgeführt und bleibt bis heute in vielen Zeitungen weltweit präsent.